# Crinum subcernuum
Crinum subcernuum là một loài thực vật có hoa trong họ Amaryllidaceae. Loài này được Baker mô tả khoa học đầu tiên năm 1881.